# 北京市第一中学
北京市第一中学，位于北京市东城区鼓楼东大街宝钞胡同甲12号，是一所包括小学、初中、高中三个学段12年学制的北京市实验学校。

## 历史

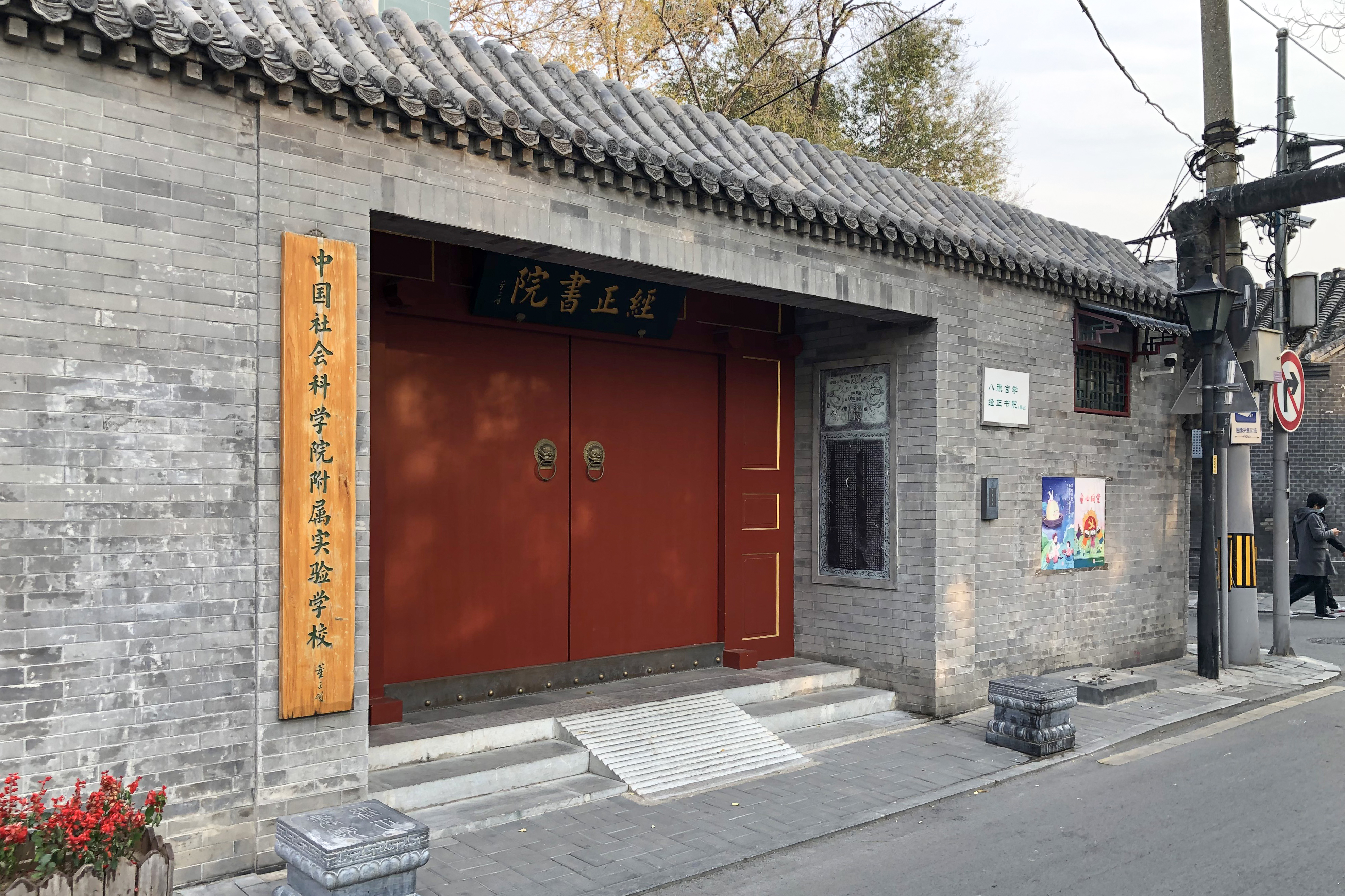
经正书院原址，同时挂有“中国社会科学院附属实验学校”的牌匾

北京市第一中学的大门原来开在宝钞胡同内的郎家胡同，后来校舍全面翻建，校门也改在宝钞胡同北端。一中校址所在地原属东四旗中的镶黄旗。镶黄旗在八旗中为“上三旗”之首，辖区大。按顺治帝的决定，各旗都要设官学一处，以旗名为校名。清朝顺治元年（1644年），镶黄旗官学设立，校址在交道口的圆恩寺，是专为镶黄旗子弟所设的学校。该校隶属太学（国子监）。光绪八年（1882年）八旗官学经历了一次大整顿，增设了管学大臣，第一任管学大臣为吏部尚书大学士徐桐。在清朝光绪年间之前，宝钞胡同内的郎家胡同未曾有任何学校。在郎家胡同最早成立的学校是清朝末年的经正书院。1894年经过整顿，增设八旗书院一所，定名为“经正书院”，创始人为徐桐，监院宗室宝丰，校址即宝钞胡同的现校址。如今一中校园内尚存经正书院创建碑两座。碑文记载购地、建书院在光绪十三年（1887年），招生开课在光绪二十年（1894年），建成立碑在光绪二十四年（1898年）。碑上有徐桐、孙毓汶呈光绪帝的奏折，徐桐的《创建经正书院碑记》和中国各地捐款人名单。校址原为尚书延煦住宅的一部分（延煦的花园在中华人民共和国成立后也被一中购买）。原延煦住宅的正门、影壁、正厅等古建筑保存至今。
光绪二十八年（1902年）改为宗室觉罗八旗中学堂。原八旗各官学改为八旗小学，附属于八旗中学堂。光绪癸卯年（1903年）宗室觉罗八旗中学堂首派留学生留学日本。光绪三十年（1904年）更名为宗室觉罗八旗高等学堂，仍然附设八旗中学堂。宣统元年（1909年），八旗高等学堂及所属八旗中学堂划归八旗学务处管理，学务处设在八旗高等学堂院内。同时还附设一个优级师范选科班。当时八旗高等学堂的监督是宗室宝熙、文斌等人。
1912年蔡元培任北京政府教育部的教育总长，决定：“八旗高等学堂仍准设立，唯将八旗取消，五族皆可入”。同年8月，宗室觉罗八旗高等学堂更名为京师公立第一中学。任命关百益为校长。原附设在此的师范二部于1915年停办。按1912年夏季召开的临时教育会议的决定，第一中学为四年制，一年分为三个学期。学校采取比较完全的校长负责制。起初学校的教学班为单轨制（每个年级一个班），1917年改为双轨制（每个年级两个班）。1919年五四运动爆发后，一中学生积极参加。不久，学生指责校长赵继增在修建新教学楼和风雨操场等工程中贪污，1922年赵继增被迫下台。此后京师学务局先后派两位校长接任，但都未能到校视事。1923年2月，派罗常培代理一中校长。此时学制改为四二制（初中四年、高中两年），一年由三个学期改为两个学期。在此前后，罗常培、董鲁安、老舍等人到一中任教。罗常培代理校长期间，曾将全部工资用来购买图书捐给一中图书馆。一中是北京教育界最早用白话文教学的学校。
1924年7月，已被任命为校长的杨荫庆自英国留学回国，代理校长罗常培离任。杨荫庆上任不久，因校方不准一时交不起学杂费的学生入学，引发学生不满，有学生带头与杨荫庆评理，杨荫庆勒令这些学生停学一年。后来据说有学生打了校长，警察局逮捕八名学生。1924年9月，卫戍司令王怀庆下令解散一中，勒令学生出校，校内进驻军队。1924年10月底，冯玉祥发动“首都革命”后，此事方告结束。1924年12月，一中重新招收三三制初一新生。杨荫庆继续任校长。
1926年，一中学生参加了“三一八”集会，经历了三一八惨案。1926年李大钊在该校建立中国共青团支部，该校是北京建团最早的学校之一。第一届团支部共7人，李续纲（公开身份为学生会文书）任支部书记，1927年李续纲毕业以后由甘固接任。李续纲在校时领导了第二次反对杨荫庆事件，杨荫庆的后台是奉系，在“打倒列强、除军阀”的革命风潮中，杨荫庆被赶下台。从1927年秋季起，一中的高中实行文理分科。1928年6月，北伐军进入北京。不久北京更名北平，建制为特别市，一中也更名为北平特别市立第一中学。同年暑假，陈文华接任校长。1929年初，陈文华赴日本考察，1929年8月回国后被免职。教育局先后任命过两位校长，都因有劣迹而遭一中师生拒绝。教育局乃停发学校经费。师生们暂用学生交的学费维持开支，并且继续请愿。1929年9月中旬，教育局派孟世杰为校长，学校秩序恢复。1930年代初，一中便有了中国共产党地下组织。
从1931年九一八事变到1937年七七事变爆发前，一中经历了许多事件。中国国民党北平特别市党部派党部委员宋振渠为校长，遭一中学生一致反对。领导这次斗争的是高二文科学生陈洪勋（中共党员，1934年因从事兵运被国民政府逮捕，在南京雨花台被处决），陈洪勋因此被开除。1933年至1934年任一中校长的沈国光是中国国民党北平特别市党部干事，中共党员，后被国民政府逮捕。一中学生是一二·九运动的参加者，齐燕铭、刘白羽等人都是当年的学生运动骨干。1930年代，一中教学质量高，学生成绩好，文科成绩突出。当时一中学生多来自河北省，70％以上住校。据1931年北京大学教学档案记载：一中报考10人，录取4人，是北平当时上线率最高的学校，在全国有考生的中学中排名第四。
1937年七七事变爆发后，日军占领北平，将北平更名为北京。该校随之更名。日本占领时期，市属学校勉强维持，学生人数大减。在该时期任校长的是杨荫庆、王秉和。
1945年抗日战争胜利后，一中恢复原名北平市立第一中学。学制仍为三三制，共12个班，学生492人。北平市政府派佟绍宗任校长，接替原校长王秉和。然而中国国民党接收大员到处贪污，“五子登科”，引起民众极大不满。该校内一些带枪上学的三青团员监视学生言行，激起学生愤怒。随着内战迫在眉睫，反饥饿、反迫害、反内战的学生运动此起彼伏。一中校内办起不少墙报，在大礼堂还演出了讽刺国民党政府的话剧《升官图》。一些学生去了中共领导的解放区。
1949年4月11日，中国人民解放军北平市军事管制委员会派徐楚波（校长）、李世濂（支部书记、教导主任）、张幼成（支委、政治教师）接管该校，随后更名为北京市第一中学。1949年8 月初，北平市各界人民代表会议召开，徐楚波校长与会，叶剑英市长在会上提出新民主主义的教育方针、为人民服务的思想、培养有专门技能的建国人材的办学方向。1949年9月21日至9月30日，中国人民政治协商会议第一届全体会议在北平召开，徐楚波校长作为平津教育界代表出席。1949年10月1日，一中师生参加了中华人民共和国开国大典及会后的大游行，以及当晚的晚会，徐楚波校长作为政协代表在开国大典中登上了天安门城楼。1950年，部分一中学生报名加入中国人民志愿军，参加抗美援朝战争。
1950年代前期，一中高考成绩名列全北京市前茅。1955年高考，全北京市仅七所学校平均成绩及格，一中为其中之一。后因搞政治运动和劳动过多，学生成绩下降，北京市教育局领导曾在大会上点名批评。1960年代中期，教学质量又回升。1966年文革爆发后，一中是有名的“重灾区”。截至1966年文革爆发时，该校一直为男校。此后改为男女混合校。
改革开放后，全面翻建旧校舍，在原大操场上建起两栋东城区教工宿舍楼，原办公、教学区的旧平房、楼房全部拆除，打通南北院，南侧建起一栋四层的新教学楼（1979年设计），并新建了电教礼堂、大食堂，其余部分为大操场（面积2000多平方米，约为原大操场的四分之一）。1988年底，被东城区人民政府、东城区教育局定为东城区教育研究中心的实验学校，教研中心主任高贤明兼任校长，杨毅竹任党支部书记。1989年1月正式命名。1990年起，实施12年一贯制中小学整体实验。该校成为一所包括小学、初中、高中三个学段12年学制的北京市实验学校。
作家老舍、历史学家谢承仁、北京市特级教师王光兆、金玉峰等曾在该校任教。知名校友有翁偶虹、刘白羽、许嘉璐、强卫、林军、黄健中、商瑞华、李素丽等。
北京一中图书馆在清朝末年已有名气，宗室觉罗高等学堂时期有“藏书楼”之称。图书馆保存了经正书院时期八旗官学的不少旧版书，例如宣统元年学部奏准赏给八旗高等学堂的《大清会典》一部、原版《古今图书集成》、《四部备要》、清文《古文渊铿》等旧藏图书近两万多册，新版图书有全套《万有文库》、《中国新文学大系》、大型古典丛书等近两万多册。据1936年统计，图书馆已有藏书四万多册。一中图书馆在全北京市中学图书馆中曾是面积最大、藏书最多者。文革爆发后，北京一中图书馆的图书遭该校红卫兵大规模毁灭。
2015年，在东城区教育改革中，北京一中加入了北京五中教育集团。同年，中国社会科学院依托北京一中建立附属实验学校。2016年春，北京五中校长张斌平受东城区教委委任，主持北京一中全面工作，实施一长两校管理。

## 历任领导
校长
- 张百熙（1902年，管理宗室觉罗八旗学堂事务大臣）[4]
- 宝熙（1902年—1903年，宗室觉罗八旗中学堂总办）[4]
- 乔树枏（1904年—？，宗室觉罗八旗高等学堂监督）[4]
- 关百益（1912年—1913年，京师公立第一中学校长）[4]
- 赵继增（1913年—1922年，京师公立第一中学校长）[2]
- 罗常培（1923年1月—1924年7月，京师公立第一中学代理校长）[4]
- 杨荫庆（1924年—1927年，京师公立第一中学校长）[2]
- 陈文华（1928年—1929年8月，北平特别市立第一中学校长）[2]
- 孟世杰（1929年9月—？，北平特别市立第一中学校长）[2]
- 宋振渠（？—？，北平特别市立第一中学校长）[2]
- 沈国光（1933年—1934年，北平特别市立第一中学校长）[2]
- 杨荫庆（？—？，北京市立第一中学校长）[2]
- 王秉和（？—1945年，北京市立第一中学校长）[2]
- 佟绍宗（1945年—？，北平市立第一中学校长）[2]
- 徐楚波（1949年4月—1976年）[4][2]
- 张玉录（1972年-1982年）[4]
- 杨毅竹（1982年-1988年）[4]
- 高贤明（1988年-1990年）[4]
- 王晋堂（1990年-2005年）[4]
- 邓少军（2005年-2007年）[4]
- 汤朝晖（2007年-2016年）[4]
- 张斌平（2016年—）[4]

党支部书记
- 李世濂（1949年4月—？）[2]
- 张幼成（？—？）[4]

……
- 杨毅竹（1988年—？）[2]

……
- 关伟（？—）

## 经正书院创建碑
经正书院创建碑共有两座，原来立在经正书院正厅前廊下东西两侧。1950年代末扩建教室，两碑移到院内露天。文革中因被视为“封资修”而被推倒，不久校内建人防工事时被当作石料使用，埋入地下。1980年代初，一中翻建校舍清理地基时，将两块碑用吊车吊出。新教学楼竣工后，两碑并排立在楼前东侧。
东碑正面、背面都是吏部尚书徐桐和军机大臣、兵部尚书孙毓汶给光绪帝的奏折全文。碑文为翰林院编修支恒荣书写，宗室宝丰鸠工镌石。
西碑正面是徐桐所撰经正书院创建碑记。背面是各省地方官吏捐款名单和金额，名单包括19个省区共56人，其中已不在职者23人，率下属一起捐款者11人，碑文为支恒荣书写。
东碑内面文：
    光绪二十年六月二十三日，管理八旗官学事务协办大学士吏部尚书臣徐桐，军机大臣兵部尚书臣孙毓汶言：窃维取士之道不外文章，而体国之材端资器识。八旗官学自整顿以来，迄今十有一年，臣等奉命督课，加意裁成。其间登巍科膺馆选者因不乏人，而求一文行兼修，体用具备，出可为干济艰难之士，处可为扶持名教之儒，殊不易觏其人。因思另建书院一区，俾八旗子弟讲求实学，期为通儒。缘经费浩繁，未敢轻举。窃查八旗管学各官，经理学务，于常年经费撙节动用，计历年积存余款三万两，已交顺天府发典生息。又曾于十三年奏买武清县沙石屯学田一区，每年约入息租两项二千六七百两，拟将此款归入书院支用。又十三年置买左翼所属房屋一所，坐落在安定门内郎家胡同，地处城北，尚为东西各四旗道里适均之地。拟将此房作为书院。一面订立章程，先行创办。至创立之始需费极繁，经费入不敷出，拟函知各省旗籍大交劝以量力相助，共成盛举，俟积有巨款，再行逐渐推广，添立课程。刻下款项未充，未敢规模大启，拟由八旗官学经费处存余项下，动用四千两，先行聘请山长主讲，择八学中之性情敦笃有志大成者来院肄业，即于今秋举行。俟各省捐款积有成数，除就款开支外，余俱发典生息，以备岁时支用，冀可经久不谕。庶几今日里囗中多佳子弟，他日朝廷上多好人才，于维持士习，作养人文之方，亦不无裨益。伏乞皇上圣鉴训示遵行。奉旨：知道了。钦此。

   三年十二月二十六日，管理八旗官学事务体仁阁大学士管理吏部事务臣徐桐，兵部尚书臣徐郙言：臣等于光绪二十年奏建八旗书院，并声明函知各省旗籍大吏捐助，俊积有成数逐渐推广等因，奉旨充准。当即钦遵。函知各省旗籍大吏去后，一面先提官学存余经费修理房间，延请山长，择入学中之性情敦笃有志大成者，每月讲书二次，考课二次，课以经史实学，酌给膏奖，于今三年。现在各省旗籍大吏，或自行捐助，或率属集赀，总捐或年捐，计前后汇解到院者二万二千三百余金，当即提交顺天府一万五千两，发典生息，复动用五千余金，添建考棚房舍，刻已落成。拟命名曰经正书院，即于明年二月开课。凡八学外之举贡生、监生胥令肄业。其中，先行取具本旗图结，送院报考，以杜冒名之弊。每年二月甄别一次，凡取入额内者，准其应试一年。每月山长考试二次，专课经史，不课诗文，限定取额，给与奖赏。其中如有内行敦笃堪以深造者，拔补听讲，兼课札记，并给膏火，不容冒滥。惟书院事务殷繁，宣专责一人经理。拟于管学官内择其廉谨资深者，轮流监院，一年为期。每岁津贴二百金。其余未尽事宜，容臣等随时酌办。方今时事多艰，各省纷纷建立学堂，讲求时务。窃思京师乃首善之区，士子为四民之冠，而八旗子弟尤为休戚与共之人。若能于八旗中得一二体用兼备之士，与之研析经传，通达治理，以格致诚正修齐治平为大旨，以孝悌忠信礼义廉耻为大防，诸生世受国恩，自当勉为通儒，挽回风气，俾得备干城之用，不仅为科目中人，则所以培植人才者，正所以维持国本。谨具折缮单以闻。奉旨：依议。钦此。赐进士出身翰林院编修、国史馆纂修、功臣馆纂修、起居江协修、本衙门撰文支恒荣书。赐同进士出身翰林院侍讲、国史馆协修、文渊阁校理、管理正白旗官学事务监院官、宗室宝丰鸠工镌石。

西碑内面文：
    创建经正书院碑记

   古者比闾族党莫不有长，即莫不有教。周制废，而始以教导之责属之郡县。至东汉时乃设校官，唐末教官又旷阙职。而乡大夫之有力者，始各设书院教其子弟。近时各省书院林立，其分设各郡县，而专课本郡本县之士者，亦所在多有，惟八旗独无，识者憾焉。爱于光绪二十年奏请于朝创建书院一所，在安定门内郎家胡同。徒以经费尚绌，未暇扩充。迩来协力齐擎，共襄盛举，栋护增建，丹雘重新，义路礼门，规模大启。并颜其额曰：经正书院。续于二十三年十二月奏明在案。窃维书院者，造就人才之地，治天下之大本也，而我八旗子弟世受国恩，尤为天下人才所属望。其登进之途较宽且易。惟宽也，故虑其蕴蓄之未深；惟易也，故惧其杂然并陈，而学术不必要于纯正。则所以造就之，而备异日大成之用、艰巨之投者，又本中之本，询为治天下之急务也。自功利之习中于人心，而邪说横行，往往畔道离经，日趋于惠世诬民而不觉。岂知道之大原出于天，天不变，道亦不变。故吾人之为学也，基之以五伦，行之以五德，持之以慎独，而完之以有恒。所谓经者，常也，万世不易之常道也。圣学之渊源在此，即王道之根抵亦在此，则岂非今日本中之本，所尤视为本务者哉。原诸生之肄业于斯者各自勉焉，毋囿于小成，毋纷于俗学，是乃予所厚望也夫。经筵日讲起居住官体仁阁大学士、管理吏部事务、翰林院掌院学士、上书房总师傅、管理八旗官学大臣徐桐撰。

    赐进士出身翰林院编修、国史馆功臣馆纂修、起居注协修、本衙门撰文支恒荣书。

    赐同进士出身翰林院侍讲、管理正白旗官学事务监院官、宗室宝丰鸠工镌石。

    皇清光绪二十四年十二月 日建